# شمشیربازی در المپیک تابستانی ۱۹۶۴
شمشیربازی در بازی‌های المپیک تابستانی ۱۹۶۴ نام رویداد ورزش شمشیربازی در بازی‌های المپیک تابستانی بود که در سال ۱۹۶۴ برگزار شد.

## جدول مدال‌ها
| رتبه | کشور                 | طلا | نقره | برنز | مجموع |
| ۱    | مجارستان (HUN)       | ۴   | ۰    | ۰    | ۴     |
| ۲    | اتحاد شوروی (URS)    | ۳   | ۱    | ۲    | ۶     |
| ۳    | لهستان (POL)         | ۱   | ۱    | ۱    | ۳     |
| ۴    | فرانسه (FRA)         | ۰   | ۲    | ۳    | ۵     |
| ۵    | ایتالیا (ITA)        | ۰   | ۲    | ۱    | ۳     |
| ۶    | تیم متحد آلمان (EUA) | ۰   | ۱    | ۱    | ۲     |
| ۷    | بریتانیای کبیر (GBR) | ۰   | ۱    | ۰    | ۱     |

## کشورهای شرکت کننده
| - آرژانتین (۱۱) - استرالیا (۱۸) - اتریش (۵) - بلژیک (۲) - کانادا (۳) - شیلی (۳) - کلمبیا (۵) - کوبا (۲) - مصر (۵) - فرانسه (۲۰) | - آلمان (۱۹) - بریتانیای کبیر (۱۳) - مجارستان (۲۰) - ایران (۴) - ایرلند (۲) - ایتالیا (۲۰) - ژاپن (۱۵) - لبنان (۴) - لوکزامبورگ (۲) - مالزی (۱) | - آنتیل هلند (۱) - رودزیای شمالی (۱) - لهستان (۱۵) - رومانی (۱۱) - کره جنوبی (۵) - اتحاد شوروی (۲۰) - سوئد (۷) - سوئیس (۵) - ایالات متحده آمریکا (۱۸) - ویتنام (۲) |